# Абитиби (река)
Абитиби (на английски: Abitibi River) е река в Централна Канада, североизточната част на провинции Онтарио, десен приток на река Мус. Дължината ѝ от 547 км ѝ отрежда 57-о място сред реките на Канада Канада.

## Географска характеристика

### Извор, течение, устие
Река Абитиби изтича от западната част на езерото Абитиби, разположено на границата между провинциите Онтарио и Квебек, на 265 м н.в. Първите около 40 км до устието на левия ѝ приток река Блак Ривър Абитиби тече на запад, след което завива на север-северозапад. На 48°44′48″ с. ш. 80°34′53″ з. д. / 48.746667° с. ш. 80.581389° з. д. преминава през първата язовирна стена, а при град Ирокуой Фолс (4595 души, единственото селище по течението ѝ) – през втората язовирна стена и продължава в същата посока. Приема отдясно притока си река Сукър, отляво – река Фредерик Хаус, прави няколко големи завоя иотново продължава в посока север-северозапад. На 49°34′38″ с. ш. 81°22′52″ з. д. / 49.577222° с. ш. 81.381111° з. д. преминава през третата язовирна стена, на 49°52′55″ с. ш. 81°33′54″ з. д. / 49.881944° с. ш. 81.565° з. д. – през четвъртата, а на 50°10′53″ с. ш. 81°38′09″ з. д. / 50.181389° с. ш. 81.635833° з. д. – през петата и последна язовирна стена и завива на север-североизток. Приема отдясно най-големия си приток река Литъл Абитиби и на 51°03′52″ с. ш. 80°54′43″ з. д. / 51.064444° с. ш. 80.911944° з. д. се влива отдясно в река Мус, на 9 м н.в. и на 30 км на юг-югозапад от град Мусони.

### Водосборен басейн, хидроложки показатели
Площта на водосборния басейн на реката е 29 500 km2, което представлява 27,2% от басейна на река Мус.
Многогодишният среден дебит в устието на Абитиби е 379 m3/s. Максималният отток на реката е през юни и юли – 908 m3/s, а минималния през февруари-март – 248 m3/s. Снежно-дъждовно подхранване. От началото на декември до края на април реката замръзва.

## Хидроенергийни съоръжения
По течението на реката има изградени 5 язовирни стени, като в основата на всяка от тях е построена ВЕЦ. Строителството на първите четири става в периода от 1914 до 1933 г., а на последната през 1963 г.
В долния списък първият показател е височината на язовирната стена, вторият – годината на построяване, третият – мощността на ВЕЦ-а:
1. „Туин Фолс“ – 16 м, 1922 г., 24 MW
2. „Ирокуой Фолс“ – 13 м, 1914 г., 30 MW
3. „Айлънд Фолс“ – 20,5 м, 1925 г., 40 MW
4. „Абитиби Каньон“ – м, 1933 г., 349 MW
5. „Отър Рапидс“ – м, 1963 г., 182 MW